# محوطه بان قلعه
محوطه بان قلعه مربوط به دوره اشکانیان است و در شهرستان گیلانغرب، بخش مرکزی، دهستان دیره، ۳/۲ کیلومتری شرق روستای نجار واقع شده و این اثر در تاریخ ۲۶ اسفند ۱۳۸۷ با شمارهٔ ثبت ۲۵۴۹۰ به‌عنوان یکی از آثار ملی ایران به ثبت رسیده است.